# فؤاد قادير
فؤاد قادير (بالفرنسية: Foued Kadir)‏ (مواليد 5 ديسمبر 1983 في مارتيغ - فرنسا) لاعب كرة قدم جزائري يلعب حاليًا لصالح نادي الدرجة الثانية ألكوركون الإسباني منذ 2017 في مركز الوسط المحوري.

## روابط خارجية
- فؤاد قادير على موقع الاتحاد الدولي (مؤرشف)  (الإنجليزية)
- فؤاد قادير على موقع رابطة كرة القدم الفرنسية للمحترفين (الإنجليزية)
- فؤاد قادير على موقع قاعدة بيانات كرة القدم.إي يو (الإنجليزية)
- فؤاد قادير على موقع ناشيونال فوتبول تيمز (الإنجليزية)
- فؤاد قادير على موقع Soccerbase.com (لاعب) (الإنجليزية)
- فؤاد قادير على موقع Soccerway.com (الإنجليزية)
- فؤاد قادير على موقع عالم كرة القدم.نت (الإنجليزية)
- فؤاد قادير على موقع كووورة
- فؤاد قادير على موقع AS.com (الإسبانية)